# Scrapter
Scrapter är ett släkte av bin. Scrapter ingår i familjen korttungebin.

## Bildgalleri

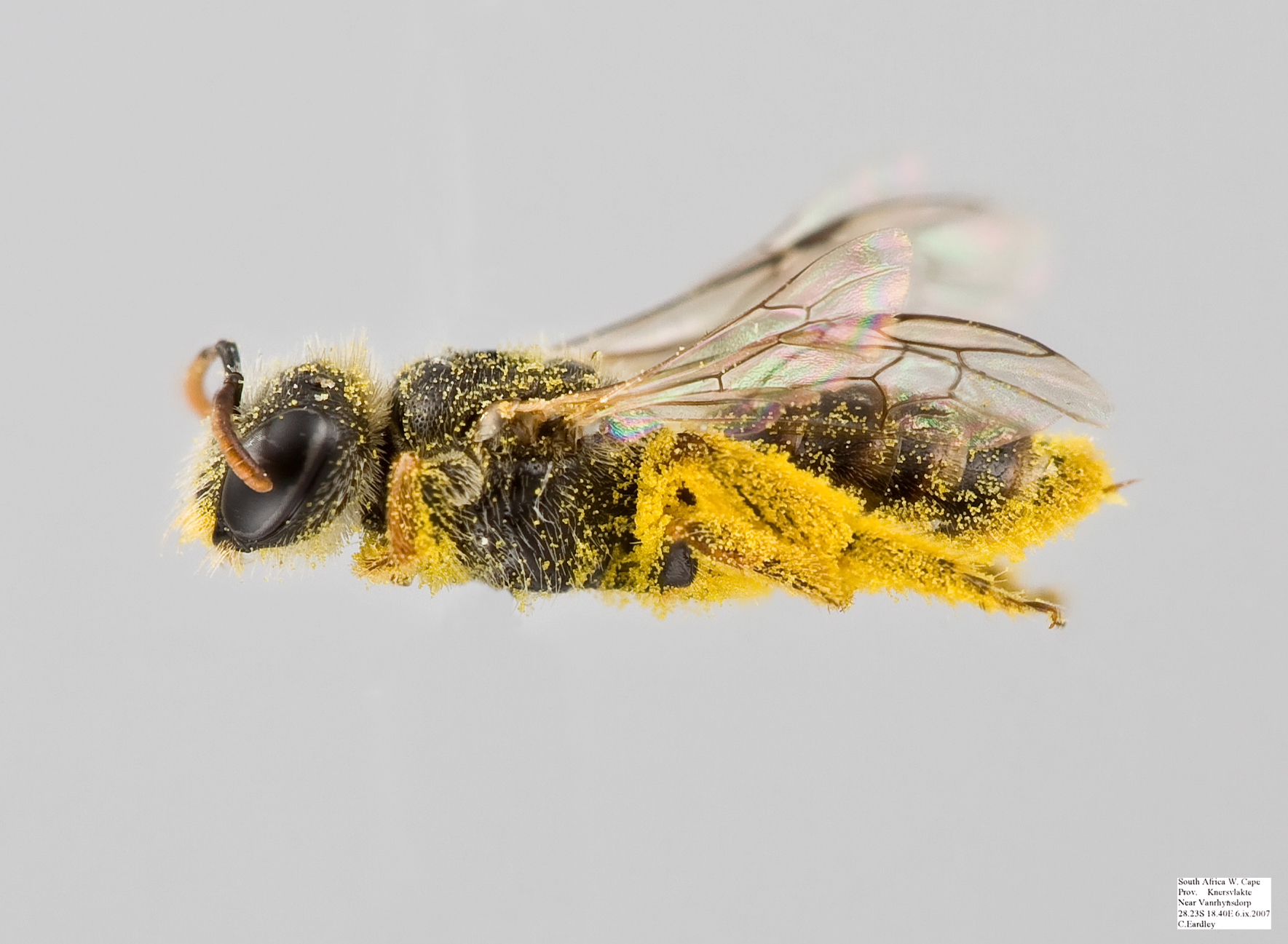
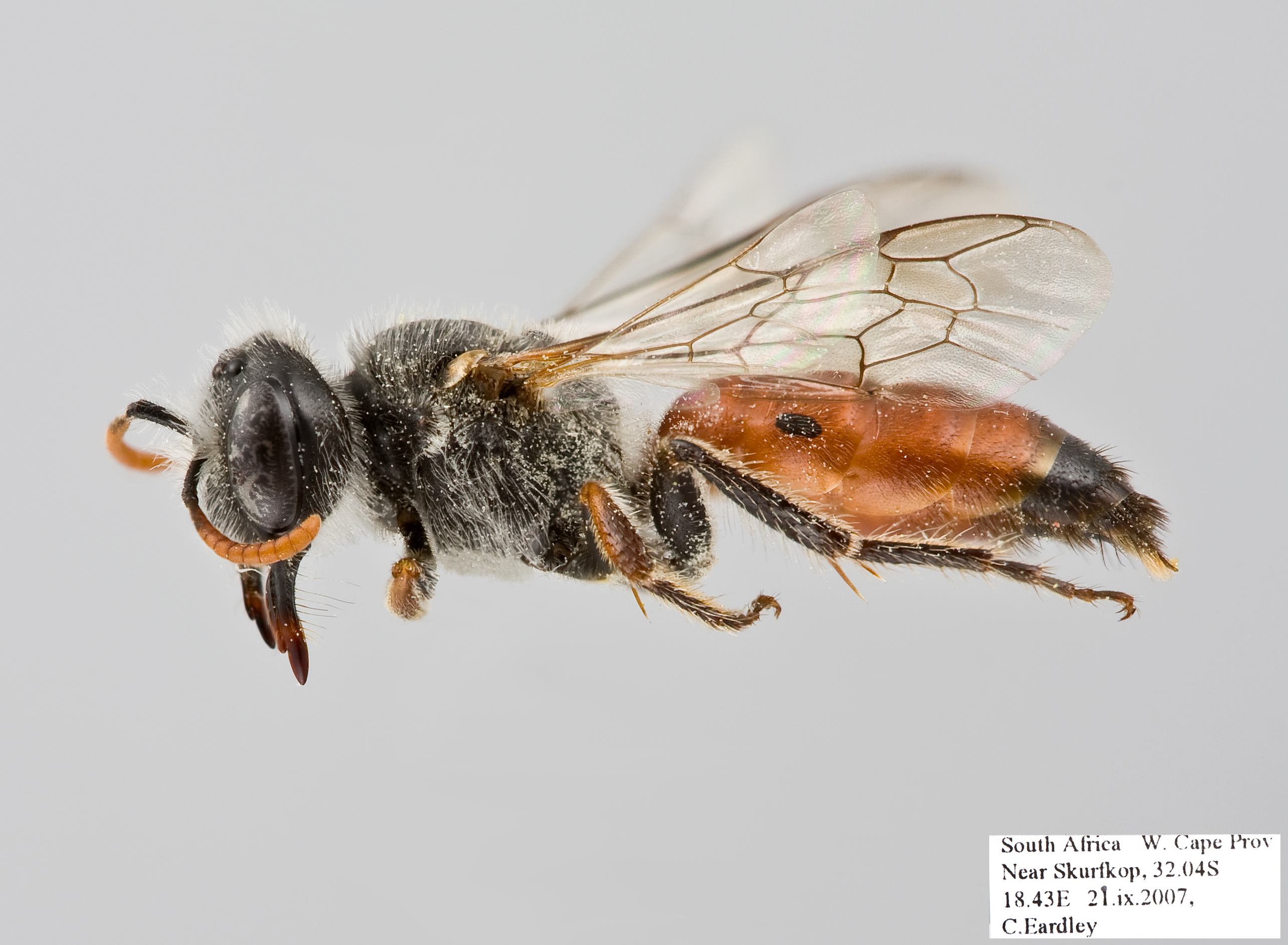

## Dottertaxa tillScrapter, i alfabetisk ordning[1]
- Scrapter absonus
- Scrapter acanthophorus
- Scrapter albifumus
- Scrapter albitarsis
- Scrapter algoensis
- Scrapter amplispinatus
- Scrapter amplitarsus
- Scrapter armatipes
- Scrapter aureiferus
- Scrapter avius
- Scrapter basutorum
- Scrapter bicolor
- Scrapter caesariatus
- Scrapter calx
- Scrapter capensis
- Scrapter carysomus
- Scrapter catoxys
- Scrapter chloris
- Scrapter chrysomastes
- Scrapter eremanthedon
- Scrapter erubescens
- Scrapter flavipes
- Scrapter flavostictus
- Scrapter fuliginatus
- Scrapter glarea
- Scrapter heterodoxus
- Scrapter leonis
- Scrapter luridus
- Scrapter niger
- Scrapter nitidus
- Scrapter opacus
- Scrapter oxyaspis
- Scrapter pallidipennis
- Scrapter pruinosus
- Scrapter pyretus
- Scrapter rufescens
- Scrapter ruficornis
- Scrapter sittybon
- Scrapter striatus
- Scrapter thoracicus
- Scrapter tomentum
- Scrapter whiteheadi
- Scrapter viciniger